# Dubiecko
Dubiecko je město na jihovýchodě Polska v Podkarpatském vojvodství v okrese Přemyšl. Leží v podhůří Dynovském, na levém břehu řeky San, přibližně 30 km západně od Přemyšle. Jméno města je odvozeno od dubů, které byly na tomto území hojně zastoupeny. Městská práva byla městu udělena v roce 1407, v roce 1934 je ztratilo a obnovena byla 1. ledna 2021. Je sídlem městsko-vesnické gminy Dubiecko. V roce 2024 zde žilo 801 obyvatel a bylo tak nejmenším městem vojvodství.

## Historie
V roce 1953 byly v původním korytu řeky San nalezeny dvě neolitické kamenné sekery. Následné archeologické výzkumy v letech 1959 a 1964 prokázaly, že zde žili lidé v neolitu a době bronzové. Četné nálezy římských mincí naznačují přítomnost zdejšího osídlení během Římského impéria. V 11.–13. století na tomto území existovalo Přemyšlské knížectví s hlavním městem Přemyšl, které bylo součástí Haličského knížectví, později Haličsko-volyňského knížectví.

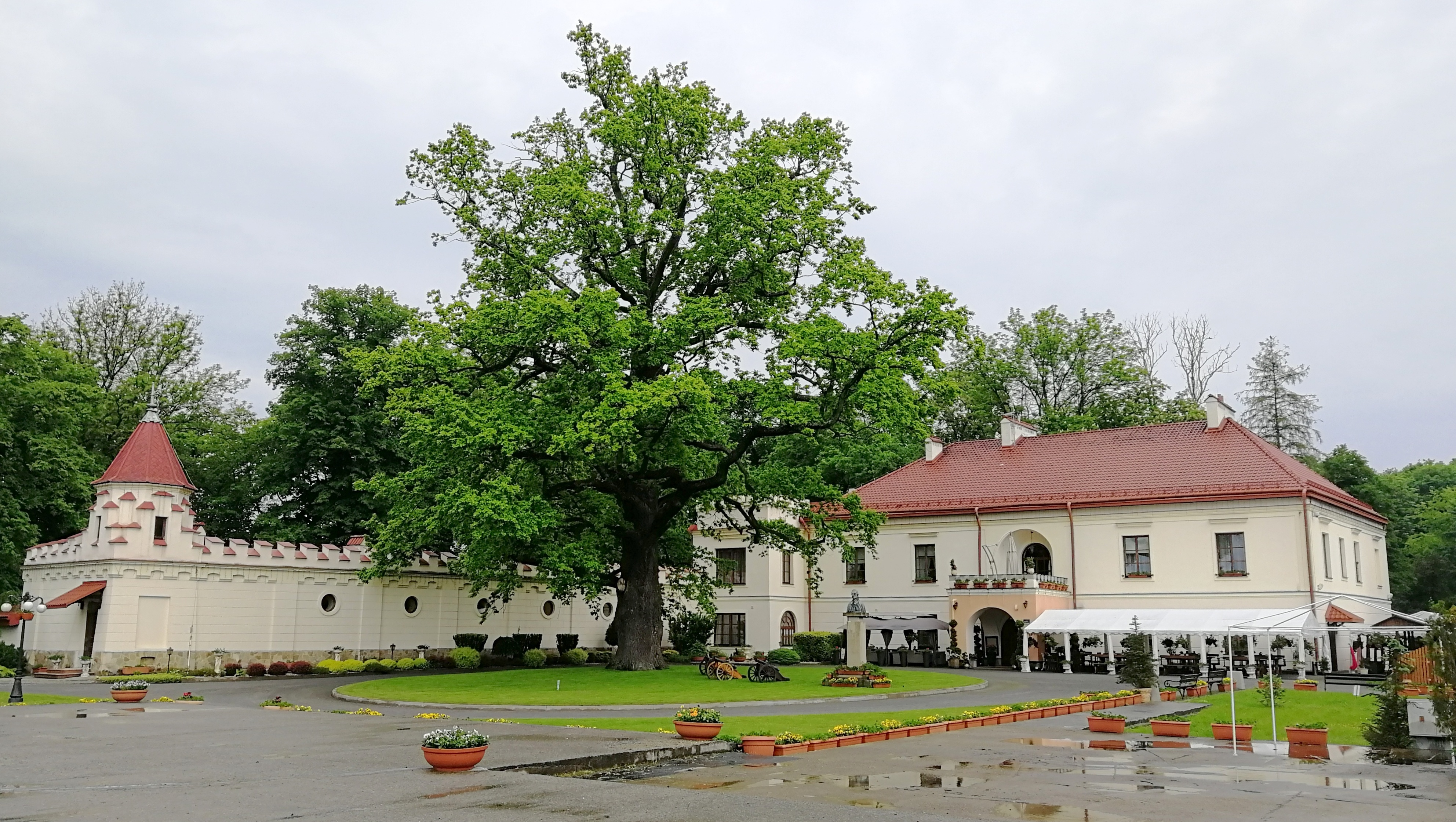
Zámek Krašických (Zamek Krasickich)

Po opětovném získání tohoto území Kazimírem Velikým, v roce 1340, se Dubiecko stalo součástí Sanocké země ruského vojvodství Polského království. Poprvé byla existence obce zmíněna v roce 1358 při udělování okolních zemí jistému Jackovi zvanému Slonečko. 22. června 1389 dal Vladislav Jagelonský královskou vesnici Dubiecko do doživotního držení rytíři erbu Szreniawa, Petru Kmitovi, lublinskému kastelánu a pozdějšímu vejvodovi krakovskému a sandoměřskému. Jeho syn Mikuláš, pozdější přemyšlský kastelán, obdržel 24. srpna 1407 od krále Vladislava Jagiely pro Dubiecko městské právo. Následně město přesunul na levý břeh řeky San, založil zde farnost a nechal postavit dřevěný kostel svatých Mikuláše, Stanislava a Martina.
Současně Petr Kmita zafinancoval stavbu nemocnice, která především sloužila jako starobinec. Její součástí byl i kostel Svatého Ducha.
V roce 1551 se majitelem Dubiecka stal Stanisław Mateusz Stadnicki, šlechtic erbu Szreniawa bez Krzyża, významný činitel církevní reformace, který se přestěhoval z Niedźwiedzu do Dubiecka a začal zde popularizovat reformaci. Zrušil výhody katolíků, kostel změnil na kalvínský a zavedl přijímání podobojí. Stadnicki jmenoval prvním kazatelem Alberta z Iłży, odpadlíka od katolické církve. Kromě něho poskytl Stadnicki ochranu dalším dvěma reformátorům, kteří byli exkomunikováni z římskokatolické církve - Jerzymu Tobołkovi z Mościsk a Andrzeji z Dynówa. V Dubiecku začaly luteránské bohoslužby s liturgií v polštině a šířila se živá propagace nesouhlasu s římskokatolickou církví. V roce 1559 zde byla založena církevní škola, vychovával mládež v reformním duchu, vedená italským knězem Františkem Stankerem, který z důvodu heretických kázání musel opustit svou vlast. Na svém vrcholu v ní působilo pět učitelů a navštěvovalo ji přes 300 žáků. Období reformace zde trvalo až do roku 1588, kdy Stanisławův syn Andrzej Stadnicki, nový majitel dubieckého panství, vrátil církevní majetky katolíkům. Nicméně, až do roku 1624 zde fungovala kalvinistická tiskárna provozovaná Janem Szeligou. V roce 1588 bylo Dubiecko prodáno rodině Siecinů Krasických.
V roce 1626 Jerzy Krasicki při přestavbě hradu zbořil stávající kostel a poté nechal na předměstí Dubiecka vystavět nový kostel Povýšení svatého kříže. Na počátku 18. století byl na jeho místě postaven nový zděný kostel svatých Šimona a Judy, vysvěcený v roce 1755 přemyšlským biskupem, Wacławem Hieronimem Sierakowskim. Tento kostel byl postaven díky financování stavby Annou Krasickou, jejíž portrét je v chrámu dodnes.
V polovině 19. století byli majiteli panství Dubiecka hrabata Aleksander a Henryka Krasičtí. Po rodině Krasických zdědila zámek Dubiecko rodina hrabat Konarských.
Z hlediska vyššího administrativního uspořádání, bylo Dubiecko v důsledku prvního dělení Polska (1772), přičleněno k habsburské říši, v letech 1918–1939 bylo součástí Druhé polské republiky, v letech 1939–1944 okupováno Německem (General Government) a od roku 1945 se opět stalo součástí Polska.
V roce 1934 bylo Dubiecko zbaveno statutu města a teprve 1. ledna 2021 byla městská práva obnovena.

## Pamětihodnosti a zajímavosti
- Komplex zámku s novogotickou přístavbou, parkem a pozůstatkem vodního příkopu. Zámek stojí na místě hradu Stadnických, což byla čtyřboká stavba s nádvořím obklopená vodním příkopem. Poté byl hrad přestavěn na barokní palác, kde se v roce 1735 narodil Ignacy Krasicki, pozdější básník a warmijský biskup. Do dnešní podoby, v klasicistním slohu, byl zámek přestavěn rodinou Krasických v letech 1771–1790. V roce 1909 byl zámek doplněn o novogotickou přístavbu. V současné době je v zámku hotel a restaurace. Park obsahuje unikátní druhy stromů - nejpůsobivější je dub letní (Quercus robur), zasazený v 18. století a mající výjimečně vysoký kmen, jehož obvod v nejširším místě dosahuje 633 cm.[4] Na park navazuje obora se stádem jelení zvěře.
- Řeckokatolický kostel Povýšení svatého kříže, renovovaný Společností přátel regionu Dubiecka. Slouží pro pořádání kulturních akcí a funguje pod názvem Dům umění Kresů.
- Obecní hřbitov (nejstarší část) s kaplemi bývalých majitelů panství a význačných rodů.
- Kostel Neposkvrněného Srdce Panny Marie a svatých apoštolů Šimona a Judy Tadeáše, postavený v letech 1934–1952
- Soukromé muzeum zkamenělin a minerálů Roberta Szybiaka (ul. Krasickiego 3). Obsahuje několik stovek exemplářů zkamenělin, převážně nalezených v Podkarpatské oblasti. Unikátním exponátem je pták z oligocénu, nalezený v Přemyšlském podhůří.

## V kultuře
Ve svých dílech psali o Dubiecku:
- Ignacy Krasicki[3]
- Aleksander Fredro
- Franciszek Karpiński
- Aleksandra Konarska (hraběnka Krasicka)

## Partnerská města
- Azay-le-Rideau, Francie

## Galerie

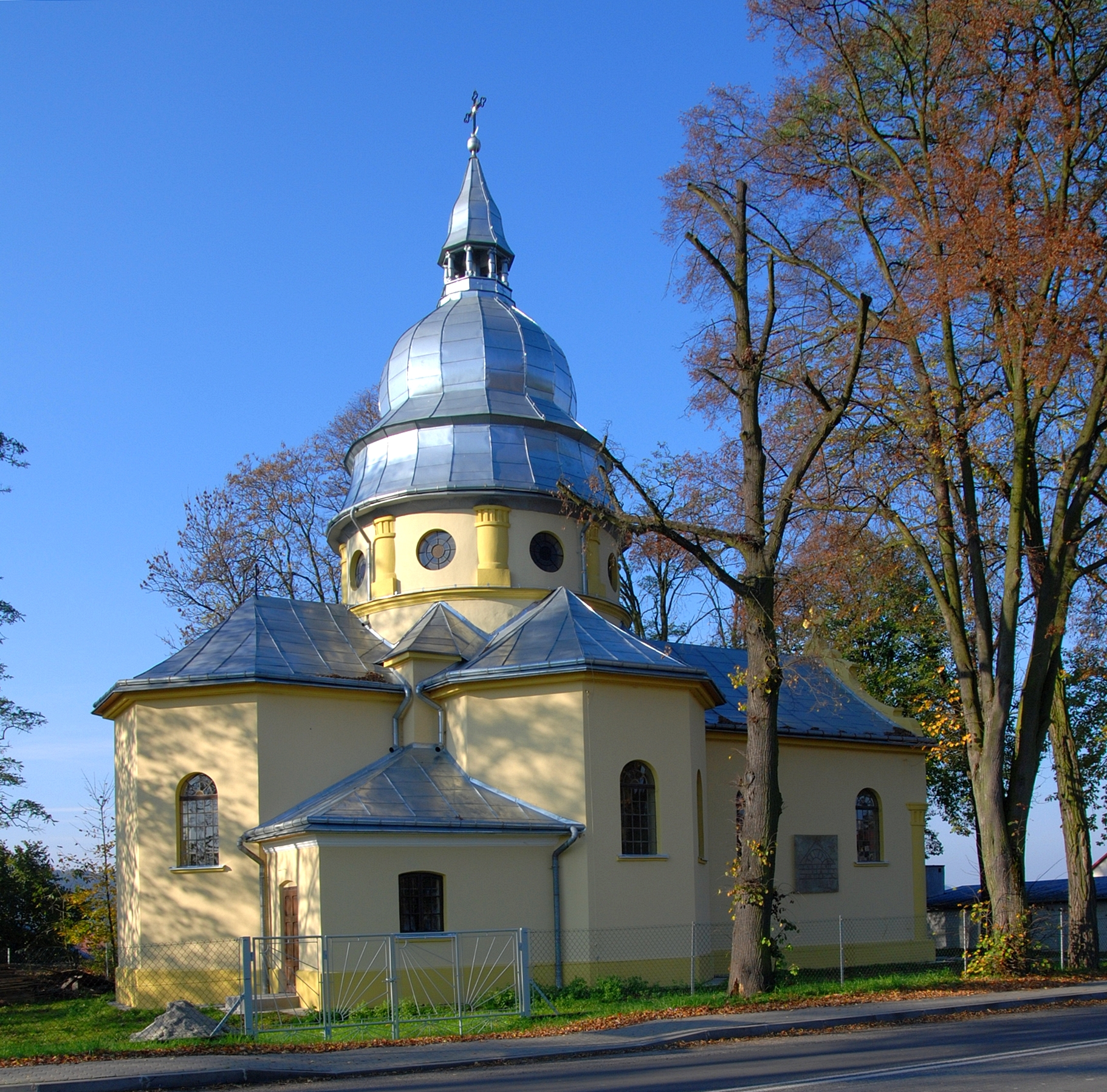
Bývalý řeckokatolický kostel Povýšení sv. Kříže
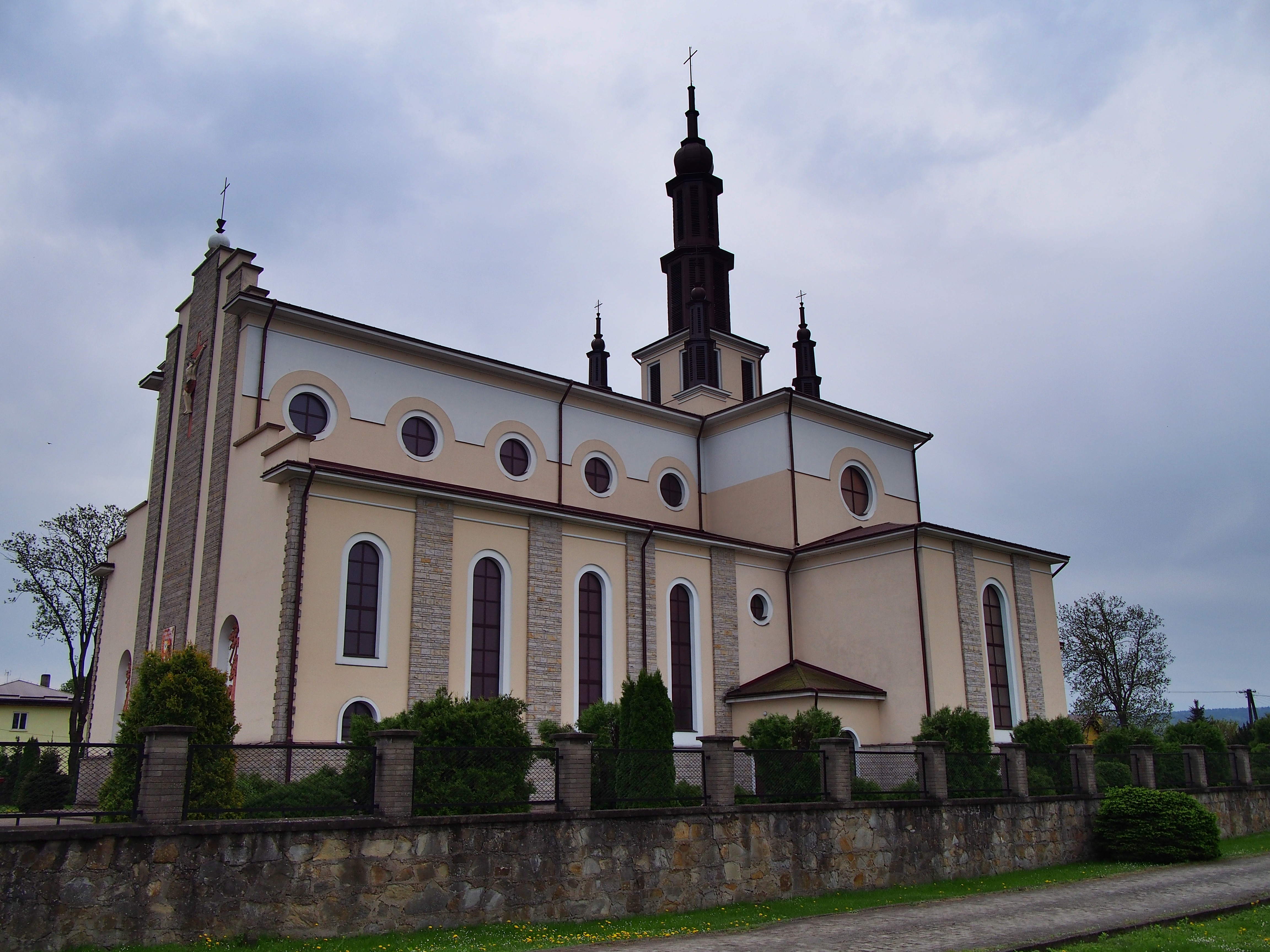
Kostel Neposkvrněného početí Panny Marie
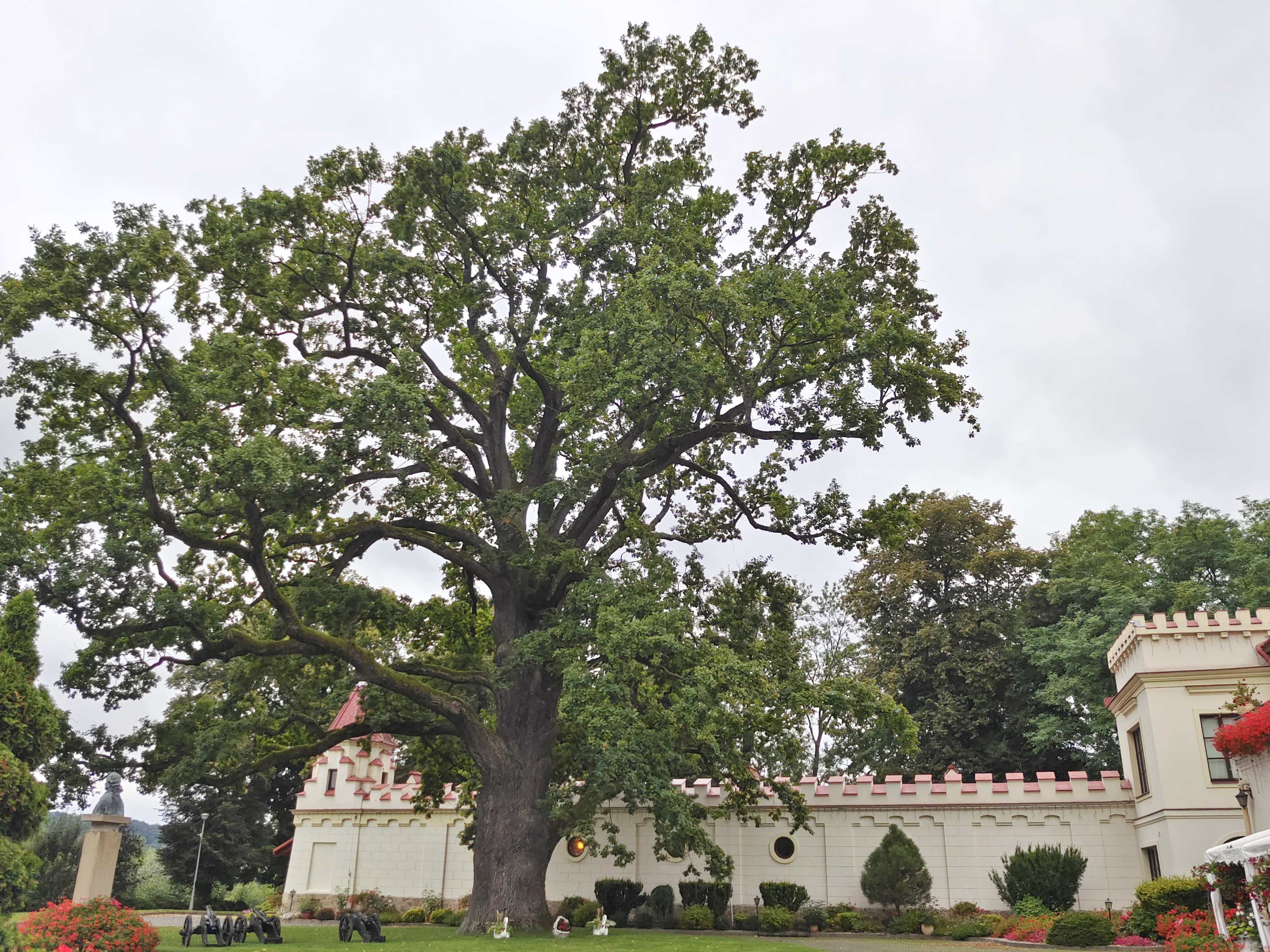
Dub letní na nádvoří Zámku Krašických
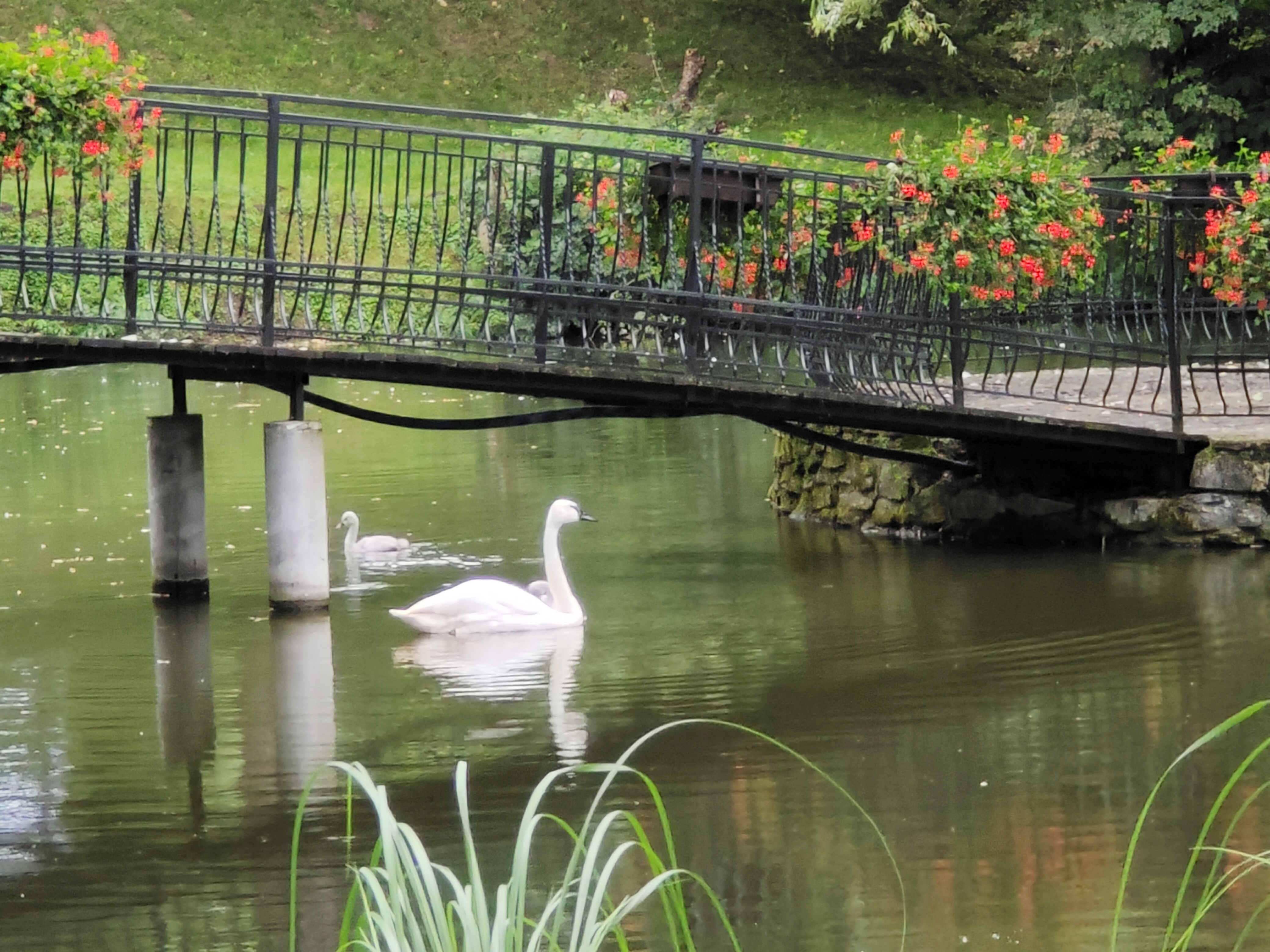
Park u Zámku Krašických
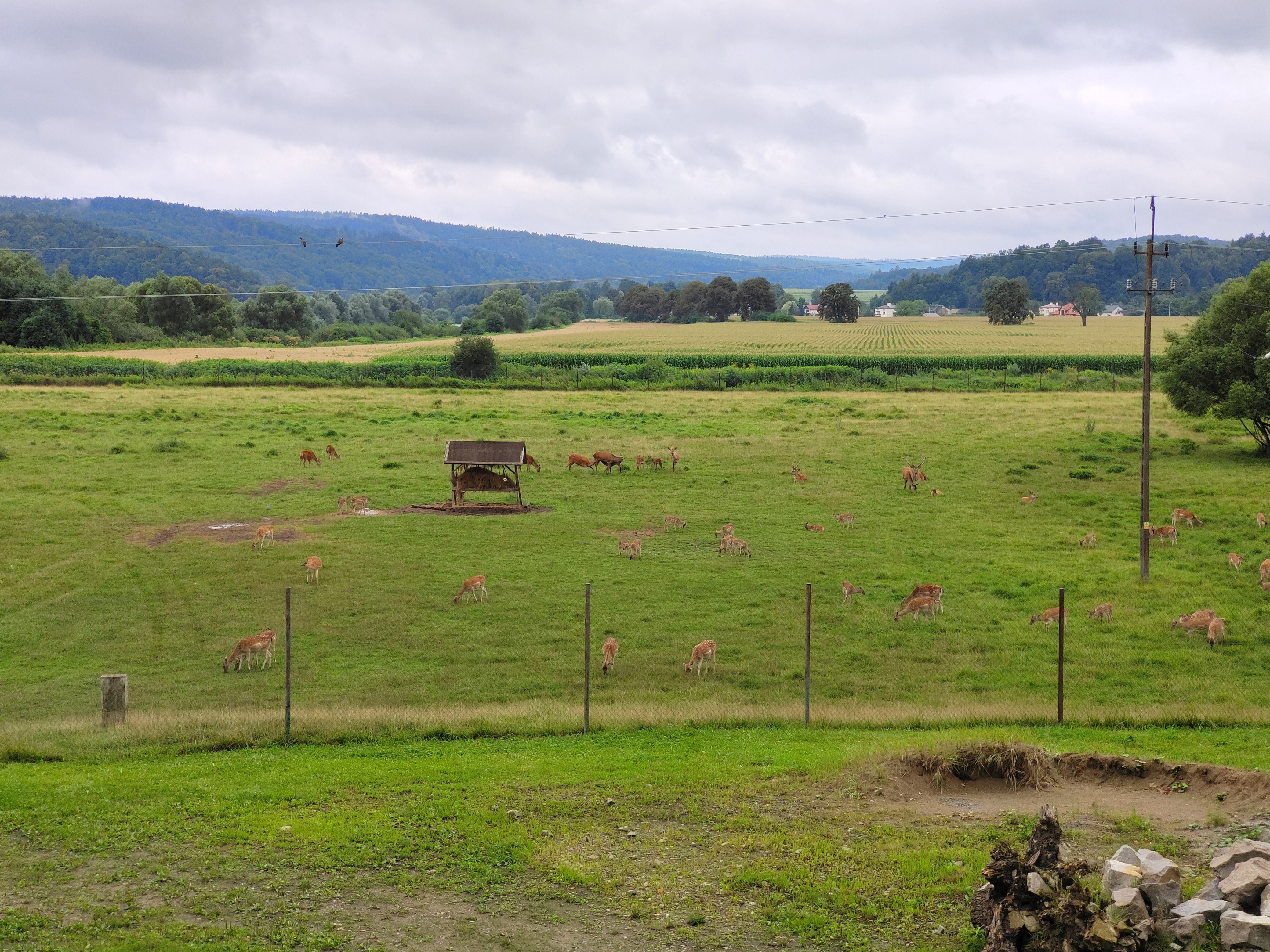
Jelení obora